# Acacia nebrownii
Acacia nebrownii är en ärtväxtart som beskrevs av Burtt Davy. Acacia nebrownii ingår i släktet akacior, och familjen ärtväxter. Inga underarter finns listade i Catalogue of Life.